# Ray Takahashi
Raymond Hugh „Ray” Takahashi (ur. 7 sierpnia 1958 w Toronto) – kanadyjski zapaśnik w stylu wolnym. Dwukrotny olimpijczyk. Odpadł w eliminacjach turnieju w Montrealu 1976 w wadze 48 kg; czwarte miejsce w Los Angeles 1984 w kategorii 52 kg.
Dwukrotny uczestnik mistrzostw świata, ósmy w 1983. Drugi w Pucharze Świata w 1984; trzeci w 1980 i 1982. Zdobył złoty medal na igrzyskach panamerykańskich w 1983. Dwa medale na Igrzyskach Wspólnoty Narodów, złoty w 1978.
Brat Phila Takahashiego, dżudoki, dwukrotnego olimpijczyka z Los Angeles 1984 i Seulu 1988.
Jego syn Steven Takahashi jest również zapaśnikiem.